# Ken Lovelace
Kenneth (Ken, Kenny) Lovelace (Cloverdale, 18 augustus 1936) is een Amerikaans rock-'n-rollartiest. 
Lovelace werd bekend als gitarist en bandleider van de band die Jerry Lee Lewis begeleidt. Lovelace speelt fiddle en gitaar, zingt, en is daarnaast ook liedjesschrijver. Naast zijn rol als bandlid bij Jerry Lee Lewis heeft hij ook zelf twee albums uitgebracht.

## Biografie
Toen Ken Lovelace vier jaar oud was, begon hij met spelen op de mandoline. Later leerde zijn moeder hem enkele akkoorden op de gitaar en met zijn muzikale gehoor pikte hij het gitaarspel snel op.
Toen stapte Lovelace over op de fiddle. Toen hij twaalf jaar oud was won hij diverse fiddle-wedstrijden. Hij ging met bandjes spelen in Florence, Alabama, en kwam zo op de radio.
Toen hij met de band Go-Go-Boys optrad in Monroe, Louisiana, ontmoette hij Jerry Lee Lewis. Deze zag de band en wilde graag heel de band huren, maar de overige bandleden waren niet beschikbaar. Toch nam Lewis toen Lovelace in dienst. Lovelace is inmiddels al 40 jaar Lewis' bandleider.

## Solowerk
- Twenty years over night (1986)
- Back to Rock 'n' Roll (2006)